# Charles Champaud

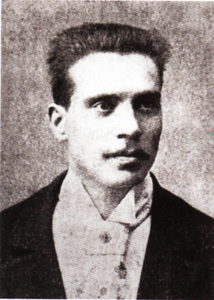
Charles Champaud

Charles Champaud (Suiça, 1865-?) foi um ginasta suíço. Ele competiu nos Jogos Olímpicos de Verão de 1896 em Atenas.
Champaud competiu nas barras paralelas, salto, cavalo com alças e eventos. Ele não tinha medalha, em qualquer de suas competições, embora suas colocações exatas em cada sejam desconhecidas.
De acordo com o Comitê Olímpico da Bulgária, Champaud, de nacionalidade suiça vivendo na Bulgária, trabalhava como professor de ginástica em uma High School em Sofia, competiu para esse país nos Jogos Olímpicos da era moderna. Assim, a Bulgária é frequentemente incluída no conjunto de nações participantes.
Na Bulgária, Charles Champaud (fundidas Шарл Шампо [gold Шампов Bulgarianized] em búlgaro cirílico) também desempenhou um papel importante na introdução de futebol para o país e foi a pessoa a levar o esporte para a capital Sófia em 1895 (o primeiro jogo de futebol sendo em Varna, na Bulgária, em 1894, organizada por um outro professor suíço, Georges de Regibus).